# ON Bass
『ON Bass』（オン・ベース）は、日本のベーシストである後藤次利が1978年11月25日にリリースしたベース教則用レコードとして発表された企画アルバムである。

## 解説
前述にある通り、ベース教則用レコードとして発表した企画アルバムであり、他にも、ギタリストの高中正義が演奏した『ON Guitar』と、ドラマーのつのだひろが演奏した『ON Drums』がリリースされている。
バック演奏に、YMOの坂本龍一が参加しており、このアルバムがリリースした同日に、アルバム『イエロー・マジック・オーケストラ』がリリースされている。

## 収録曲

### A面
| 全編曲: 後藤次利。 |                                      |           |                                  |      |
| #                  | タイトル                             | 作詞      | 作曲                             | 時間 |
| 1.                 | 「SPRIT COCONUT」                    |           | Dave Mason                       | 6:46 |
| 2.                 | 「I SHOT THE SHERIFF」               |           | Bob Marley                       | 4:20 |
| 3.                 | 「GONNA FLY NOW "THEME FROM ROCKY"」 |           | C.Connors, A.Robbins, Bill Conti | 4:41 |
| 4.                 | 「INCIDENT AT NESHABUR」             |           | C.Santana, A.Gianquinto          | 6:55 |
| 合計時間:          | 合計時間:                            | 合計時間: | 22:42                            |      |

### B面
| 全編曲: 後藤次利。 |                     |           |                              |      |
| #                  | タイトル            | 作詞      | 作曲                         | 時間 |
| 1.                 | 「CHOPPERS BOOGIE」 |           | 林立夫                       | 5:10 |
| 2.                 | 「FANTASY」         |           | M.White, E.D.Barrio, V.White | 4:57 |
| 3.                 | 「THE STRANGER」    |           | Billy Joel                   | 3:16 |
| 4.                 | 「SAILING」         |           | Gavin Sutherland             | 8:44 |
| 合計時間:          | 合計時間:           | 合計時間: | 22:07                        |      |

## 楽曲解説

### A面
1. SPRIT COCONUT
  - イギリスのシンガーソングライターであるデイヴ・メイスンが1975年に発売されたアルバム『スプリット・ココナッツ』に収録されている楽曲のカバー。
2. I SHOT THE SHERIFF
  - ジャマイカのバンドであるウェイラーズが1973年に発表した楽曲のカバー。
3. GONNA FLY NOW "THEME FROM ROCKY"
  - 1976年に公開された映画『ロッキー』の主題歌のカバー。
4. INCIDENT AT NESHABUR
  - アメリカのバンドであるサンタナが1970年に発表した楽曲のカバー。

### B面
1. CHOPPERS BOOGIE
  - 細野晴臣をはじめ、鈴木茂や林立夫、松任谷正隆が在籍していたバンドであるティン・パン・アレーが1975年に発売されたアルバム『キャラメル・ママ』に収録されている楽曲。オリジナルバージョンのベースも後藤が演奏している。
2. FANTASY
  - アメリカのR&Bバンドであるアース・ウィンド・アンド・ファイアーが1977年に発表した楽曲のカバー。
3. THE STRANGER
  - アメリカのシンガーソングライターであるビリー・ジョエルが1977年に発表した楽曲のカバー。
4. SAILING
  - スコットランドのバンドであるサザーランド・ブラザーズが1972年に発表した楽曲のカバー。1975年にロッド・スチュワートがカバーされたことでも有名な楽曲。

## 参加ミュージシャン
- Drums：林立夫, Robert Brill
- E.Guitar：鈴木茂, 松原正樹, 森園勝敏
- Keyboard：渋井博, 佐藤博, 坂本龍一
- Percussion：斉藤ノブ, 浜口茂外也
- Saxophone：Jake H. Concepcion
- Bass：後藤次利